# Búlgaro medio
El idioma búlgaro medio fue la lengua franca y el idioma más hablado del Segundo Imperio búlgaro. Al ser descendiente del antiguo eslavo eclesiástico, el búlgaro medio finalmente devino en el idioma búlgaro moderno en el siglo XVI.

## Historia
El uso del búlgaro medio comienza a finales del siglo XII y continúa hasta el siglo XVI. Este período del lenguaje exhibe una morfología significativamente diferente de períodos anteriores, más notablemente en la desaparición completa de los casos locativo, instrumental y genitivo. Aparecen herramientas analíticas para la gradación de adjetivos y adverbios. En la mayoría de los dialectos ъi se transformó en и, pero ъi siguió utilizándose en inscripciones monumentales.

## Características
En el idioma búlgaro medio hay un mayor uso de preposiciones en lugar de los casos dativo, genitivo e instrumental. Hay casos en que el genitivo es reemplazado por la preposición 'от', y el dativo es reemplazado por varias construcciones preposicionales.